# Beretta 9
Beretta 9, född Samuel Craig Murray i Steubenville i Ohio, USA, är en amerikansk hiphop-musiker. Han är medlem av kollektivet Wu-Tang Clan och grupperna Wu-Tang Killa Beez och Killarmy.

## Fotnoter
1. ↑  Freebase Data Dumps, Google.[källa från Wikidata]